# 臺濛
臺濛（855年—904年），字頂雲，合肥人。唐末楊吳将领，早年追隨楊行密，其人驍勇善戰又有計謀，在田頵之乱中，一戰廣德、二戰黃池、三戰于宣州城下，三月而斬田頵，建有大功，史稱其“柔以禦彊”，“深得兵家虛實之秘”。

## 生平

### 力戰淮南
臺濛驍勇善戰，少時為金牛鎮將。杨行密到合肥后前來歸附，隨之起兵廬州。光启三年（887年）揚州大亂，淮南節度使高駢被殺，臺濛隨廬州刺史楊行密攻克廣陵。從征秦彦、畢師鐸、趙鍠，均破敵有功。
楊行密取揚州后，與秦宗權派來的孫儒展開了激烈爭鬥。在大順二年（891年）春正月，楊行密屢次為孫儒所敗之際，臺濛奉命率五百士，屯兵宣州東溪西岸防備孫儒部將李從立，當時恰逢天色昏暗，臺濛令巡邏兵往返奔走呼喝，製造千軍萬馬前來的聲勢。令李從立心中起疑而退兵。景福元年（892年）二月，孫儒圍攻宣州，在陵陽扎營和楊行密對峙，臺濛在溧水胥河作魯陽五堰，以輕舟運送糧食，軍無飢色。六月，孫儒被斬，楊行密平定淮南。八月，楊行密受封為淮南節度使、同平章事。臺濛因功官至楚州刺史、泗州防御使。

### 爭奪蘇州
乾寧二年（895年）春二月，威勝軍節度使董昌稱帝，號“大越羅平國”。六月，鎮海軍節度使钱镠奉命討伐越州董昌。八月，董昌求救于淮南弘農王杨行密。九月，杨行密派遣臺濛圍蘇州以響應董昌。
乾寧三年五月癸未（896年6月17日），臺濛等已攻陷蘇州，生擒蘇州刺史成及，此時钱镠也接近攻陷越州。钱镠接受部將顧全武的建議，仍全力攻打越州，最終攻陷越州，平定董昌之亂。
之後，杨行密和钱镠間的戰爭仍在繼續。乾寧四年（897年）冬十月，臺濛留守蘇州，為蘇州刺史。乾寧五年（898年）春正月，钱镠攻蘇州，生擒李近思，殺死梁琮、張顒等將領，斬首一千餘級，并擊破駐在無錫的李簡，俘虜偏將陳益。三月，楊行密派遣周本救蘇州，卻在白方湖被顧全武擊破，楊行密部將秦裴率領兵三千攻陷崑山并駐扎於此。九月甲申，蘇州城中和援軍的糧食已盡，臺濛、李德誠棄城而走，顧全武攻陷蘇州。顧全武又追擊淮南軍，在望亭戰勝周本，又攻陷崑山，降伏秦裴。

### 轉任各地
光化二年（899年），楊行密取海州，以臺濛為刺史，漣水防遏使王綰為副使。
同年九月，淄青節度使王師範向楊行密乞師平定沂州、密州的叛亂。十月，臺濛、王綰奉命救援，攻陷密州，歸還給王師範，但未能攻陷沂州。
臺濛治郡苛酷，受到郡民控告，又被田頵陷害，最終降任爲漣水制置使。

### 智平田頵
天復三年（903年）八月，宁国军节度使田頵联合润州团练使安仁義、奉国军节度使朱延寿举兵反叛，攻昇州并劫持昇州刺史李神福的妻儿。时李神福正与舒州團練使刘存率領舟師萬人討伐鄂州的武昌軍節度使杜洪，杨行密急召李神福回师讨伐。李神福在吉陽磯、皖口兩次擊敗田頵將領王壇、汪建的水軍，王壇、汪建僅以身免。田頵親率水軍迎擊李神福，李神福向楊行密請求發步兵斷其歸路。杨行密接到李神福的紧急军报后，歷數諸將，認爲非臺濛不可抵擋，催促臺濛出兵，含泪説到：「众人屡次警告田頵必反，我不忍負他，未料其果真负我。如今思来，能担此平叛重任者非卿不可！」臺濛叩首受命，率騎兵渡江。杨行密又命久攻潤州安仁義不下的潤州行營招討使王茂章與臺濛合兵，進擊田頵。
田頵此时正与李神福的水军对峙，听说臺濛至，便亲率步騎逆戰，留其將郭行悰率领精兵二萬及王壇、汪建水軍屯守蕪湖，抵御李神福。田頵派人打探，得知臺濛兵營只可容二千人，於是輕敵大意。臺濛率军初入宣州，立刻下令全军番陣而進，士卒都讥笑其膽怯。臺濛回應說：「田頵乃宿将，我們自當額外提防」。次日十月戊辰（903年10月24日），臺濛與田頵在廣德遭遇，以田頵麾下都是杨行密原来的部曲，拿出杨行密的書信賜给这些部將，他们下馬拜受。臺濛趁机縱兵出擊，田頵敗走。
在黃池交战，臺濛又假装撤退，以埋伏击敗田頵，田頵逃回宣州，臺濛圍城。田頵緊急召回蕪湖兵，但不得而入，於是郭行悰、王壇、汪建和當塗、廣德諸戍皆率領其部衆投降。楊行密以田頵敗勢已現，令王茂章回攻潤州。十月，田頵率敢死士數百出戰。臺濛再次示弱，伏击田頵。田頵败退回城，卻因橋陷馬倒，被臺濛部下所斬。田頵部众尚在抵抗，臺濛向他們出示田頵首级，部衆均潰散。至十一月，宣州平定。
此役历时三月（八月至十一月），此役臺濛以「率騎度江，一戰于廣德，再戰于黃池，三戰于宣州城下」，最終平定田頵。戰後，杨行密表授臺濛为檢校太保、宣州觀察使。
天祐元年（904年）八月，臺濛在任上去世，時年五十。楊行密任命其兒子牙內諸軍使楊渥代其為宣州觀察使。

## 評價
臺濛善用虚实战术，尤以在平定田頵的过程中，先在广德之战中伪传书信诱敌，后在黄池之战佯败设伏等计谋，被视为「以弱制强，以退为进」的经典范例，為當時言兵者所法。
- 吳任臣《十國春秋》評價其平定田頵的戰役的表現：“是役也，濛以弱爲彊，以退爲進，深得兵家虛實之秘，言兵者多取以爲法。”，又評價“張訓用兵以斷，陶雅輯民以寬，劉威靜以待動，臺濛柔以禦彊，視古名將何讓焉。”

景福元年（892年），为转运粮草，臺濛在溧水胥河主持修筑鲁阳五堰（又名臺濛五堰、銀林五堰）。该工程是江南最早用于节制水位、使利通航的堰坝之一，北宋單鍔繼承錢公輔的觀點，著《吳中水利書》，極力主張修整五堰，以緩解蘇、常水患。后人也有诗歌描寫臺濛創築五堰事。
- 洪亮吉《過東垻》：“已斷中江路，銀林五垻長。水難歸震澤，波轉𦊅丹楊。别派分天塹，低圩減地糧。臺濛遺事在，三復感滄桑。”（《更生齋詩》）

## 家族
有人说他是前趙特進臺彥臯的後人。

## 相關

### 故事
據傳臺濛曾在宣州城東舍宅為寺，寺名永慶。
乾寧二年（895年）三月，臺濛任泗州防御使时，杨行密曾乘船巡视淮河途经其辖地。臺濛为迎接主公，大肆铺设华美帷帐，反令崇尚节俭的杨行密心生不悦。待杨行密离去后，臺濛在其卧室内发现一件缝补过的旧衣，急忙遣使送还。杨行密笑言：「吾少时贫贱，不敢忘本。」臺濛闻之深感惭愧，自此缩减日常用度。

### 引用
1. ↑  《十國春秋·吳一·世家·太祖世家》：二年春正月，孫儒盡舉淮、蔡之兵濟江，癸酉，自潤州轉戰而南。田頵、安仁義屢爲所敗，我軍戍守者多望風奔潰。儒將李從立奄至宣州東溪。時守備未固，衆心頗危懼，行密遣將臺濛帥五百人屯溪西。濛令邏卒往反傳呼，如大衆駢至狀，從立心疑之，遽引去。
2. ↑  《新唐書·列傳第一百十三·楊時朱孫》：孫儒圍行密宣州，凡五月不解。臺濛作魯陽五堰，拕輕舸饋糧，故行密軍不困，卒破儒。
3. ↑  《十國春秋·吴越一·世家·武肃王世家上》：八月，董昌復拒我師，求援於淮南弘農王楊行密。
4. ↑  《十國春秋·吳一·世家·太祖世家》：秋九月，遣泗州防禦使臺濛攻蘇州，以救董昌。
5. ↑  《十國春秋·吴越一·世家·武肃王世家上》：九月，弘農王行密遣將臺濛等困圍蘇州以應昌。
6. ↑  《十國春秋·吴越一·世家·武肃王世家上》：癸未，越城垂拔，會臺濛等陷我姑蘇，刺史成及被執，王乃召全武議，將分兵西陵以備北寇。全武上言曰：“賊之根本，繫於甌越，豈以失一姑蘇，遂逭天討。願先拔越城，然後復茂苑未遲。”王從之。
7. ↑  《十國春秋·吴越一·世家·武肃王世家上》：冬十月，淮南以臺濛守蘇州。
8. ↑  《十國春秋·吴越一·世家·武肃王世家上》：乾寧五年春正月，命師救蘇州，生擒淮南將李近思，斬首一千餘級，殺其將梁琮、張顒等。淮南將李簡復率兵五千餘人屯無錫，我師攻之，獲其偏將陳益等而還。
9. ↑  《新五代史·吳世家第一》：五年，錢鏐攻蘇州，及周本戰于白方湖，本敗，蘇州復入于越。
10. ↑  《資治通鑒·唐紀七十七》：顧全武攻蘇州；城中及援兵食皆盡，甲申，淮南所署蘇州刺史臺濛棄城走，援兵亦遁。
11. ↑  《十國春秋·吳一·世家·太祖世家》：九月，顧全武攻蘇州，城中及援兵食皆盡，刺史臺濛及李德誠等棄城走，援兵亦遁，全武遂陷蘇州，追周本於望亭，我師敗績。
12. ↑  《十國春秋·吴越一·世家·武肃王世家上》：九月，顧全武攻蘇州，臺濛、李德誠等棄城走，遂復取蘇州。追敗周本於望亭，進拔崑山，降其將秦裴。
13. ↑  《十國春秋·吴越八·列傳·顧全武》：〉已又攻蘇州，走臺濛，敗周本，所向無敵，遂克蘇州，陷崑山，降其將秦裴。
14. ↑  《資治通鑒·唐紀七十七》：全武克蘇州，追敗周本等于望亭。
15. ↑  《十國春秋·吳一·世家·太祖世家》：准海游奕使張訓以漢賓心未可知，與漣水防遏使王綰將兵二千直趣海州，據其城，遂取海州。王以臺濛爲刺史，綰爲副使。
16. ↑  《十國春秋·吳一·世家·太祖世家》：九月，淄青節度使王師範以沂、密內叛，乞師於我。
17. ↑  《十國春秋·吳一·世家·太祖世家》：九月，淄青節度使王師範以沂、密內叛，乞師於我。冬十月，王遣海州刺史臺濛、副使王綰將兵助之，拔密州，歸於師範。將進攻沂州，先使人詗其虛實，告日：「城中皆偃旗息鼓矣。」綰日：「此必有備，而救兵近，不可擊也。」諸將曰：「密已下，沂何能爲？」綰不能止，乃伏兵於林中以待。已而諸將攻沂州不克，聞救兵至，引退，州兵乘之；綰發伏擊，敗其軍。
18. ↑  《十國春秋·吳十三·列傳·田頵》：先是，太祖得神福檄，趣臺濛，泣語曰：「人常告頵必反，我不忍負人，頵果負我。吾思爲將者非公莫可。」濛頓首謝，率騎度江。
19. ↑  《資治通鑒·唐紀八十》：冬，十月，戊辰，與頵遇於廣德，濛先以楊行密書徧賜頵將，皆下馬拜受；濛因其挫伏，縱兵擊之，頵兵遂敗。
20. ↑  《資治通鑒·唐紀八十》：又戰于黃池，兵交，濛僞走；頵追之，遇伏，大敗，奔還宣州城守，濛引兵圍之。頵亟召蕪湖兵還，不得入。郭行悰、王壇、汪建及當塗、廣德諸戍皆帥其衆降。
21. ↑  《十國春秋·吳十三·列傳·田頵》：濛頓首謝，率騎度江，一戰于廣德，再戰于黃池，三戰于宣州城下，橋陷，頵爲濛所殺，年四十六。其下猶鬭，示以頵首，乃潰。蓋是年十一月也。
22. ↑  《十國春秋·吳一·世家·太祖世家》：是月，宣州觀察使臺濛卒，王以子牙內諸軍使渥代之。
23. ↑  陳開虞《江寧府志》：景福三年，楊行密據宣州，孫儒圍之，五月不解。密將臺濛作魯陽五堰，拖輕舸饋糧，故軍得不困，卒破儒。魯陽者，銀淋、分水等五堰，壩左右是也。壩西北有吳漕水，言吳王行密所漕也。至宋時不廢。故高淳水易泄，民多墾湖爲田者。而蘇、常、湖三州，承此下流，水患特甚。宜興人進士單鍔，採錢公輔議，著吳中水利書，以爲築五堰，使宣、歙、金陵、九陽江之水不入荆溪、太湖，則蘇、常水勢，十可殺其七八。
24. ↑  . 今日高淳. 2015-08-06.
25. ↑  佟賦偉《二樓紀略》：永慶寺在城東，有古柏二，輸囷突兀，大者圍尋餘，真數百年物也。歲戊午軍興，邑令採造戰艦，施愚山捐金購他木易之，至今猶存。考寺始唐末，剌史臺濛舍宅建。
26. ↑  《十國春秋·吳一·世家·太祖世家》：三月，行密浮淮至泗州，防禦使臺濛盛供帳以迎，不悅而去。

### 來源
- 史書
  - 《九國志·吳臣傳·臺濛》：“濛，廬州合肥人。少為金牛鎮將。行密據合肥，始來歸。從征秦、畢、趙鍠，俱破敵有功。大順中，馬敬言爲孫儒敗於廣德。初，儒與李從立乘勝至東谿，時城守未固，軍士大恐，濛以一旅巡谿西，會天晦，詐令士卒傳諭，往返者數四，謂大衆屯集。中夜皆遁去。及儒柵陵陽，濛於魯江五堰作輕舟饋糧，終儒之世，軍無饑色。從行密歸廣陵，以功遷楚州刺史。乾寧三年，破蘇州，以濛守之。越人水陸大至，濛擊敗之。錢鏐親帥舟師至，會糧盡，濛拔衆遁歸。光化二年，行密初得昫山，以濛爲海州刺史。在任貪殘，爲郡民所訴，又爲田頵所譖，降爲漣水制置使。天復三年，田頵叛於宣州，行密歷數諸將，無敵頵者，乃謂濛曰：「非公莫可。」濛曰：「頵不守富貴，自取滅亡。濛今仗大王威武，以順翦逆，往必擒頵，願王無慮。」行密大悅。濛初入其境，即翻陣以往，軍士俱笑其怯，濛曰：「頵宿將多謀，當自過防。」翼日，果遇陣於廣德，濛欲奪其銳，先以行密書遺頵將校，皆下馬拜受。因其擾亂，濛麾衆擊之，頵兵大敗，乘勝遂圍宣城。冬十月，頵出州外求戰，登橋馬墜，爲外軍扎殺。宣州平。行密承制加濛檢校太保、宣州觀察使。天祐元年，卒於治所，年五十。”
  - 《十國春秋·吳五·列傳·臺濛》

- 其他：
  - 本文之公历和农历转换参考自中央研究院兩千年中西曆轉換网站（页面存档备份，存于）